# Ženskij volejbol'nyj klub Lokomotiv Kaliningradskaja oblast'
La Ženskij volejbol'nyj klub Lokomotiv Kaliningradskaja oblast' (in russo "женский волейбольный клуб "Локомотив" Калининградская область") è una società pallavolistica femminile russa con sede a Kaliningrad: milita nel campionato di Superliga.

## Storia
La Ženskij volejbol'nyj klub Lokomotiv Kaliningradskaja oblast' nasce ufficialmente a Kaliningrad il 9 aprile 2018, a seguito di un accordo fra il Governo dell'Oblast' di Kaliningrad e il direttivo della Lokomotiv Novosibirsk, con l'obiettivo di creare nella regione una scuola di pallavolo, partendo dall'attività di base fino a quella di vertice e, dopo averne fatto richiesta, in virtù della propria capacità economica e organizzativa viene immediatamente ammessa a partecipare alla Superliga per la stagione 2018-19; dopo aver concluso la regular season al secondo posto, la formazione termina il primo campionato con la sconfitta in finale scudetto contro la Dinamo Mosca che vale al club la qualificazione alla CEV Champions League; nella stagione seguente si aggiudica il primo trofeo della propria storia, la Supercoppa russa 2019.
Nella stagione 2020-21 conquista il primo titolo di Campione di Russia, bissando il successo anche l'annata successiva. Dopo due finali consecutive perse, nel campionato 2024-25 torna al successo conquistando il suo terzo titolo nazionale e, per la prima volta, la Coppa di Russia.

## Rosa 2023-2024
| N° | Nome                | Ruolo | Data di nascita   | Nazionalità sportiva |
| -- | ------------------- | ----- | ----------------- | -------------------- |
| 1  | Ekaterina Bogačëva  | C     | 2 gennaio 1990    | Russia               |
| 3  | Žanna Kas'kova      | O     | 28 settembre 1994 | Russia               |
| 4  | Viktorija Gorbačëva | L     | 2 aprile 1995     | Russia               |
| 5  | Mina Popovic        | C     | 16 settembre 1994 | Serbia               |
| 7  | Valerija Zajceva    | C     | 24 marzo 1995     | Russia               |
| 9  | Alla Galeeva        | L     | 15 aprile 1992    | Russia               |
| 11 | Julija Brovkina     | C     | 31 maggio 2001    | Russia               |
| 13 | Ksenija Il'čenko    | S     | 31 ottobre 1994   | Russia               |
| 14 | Irina Uralëva       | P     | 14 giugno 1990    | Russia               |
| 15 | Natalia Chodunova   | S     | 1º luglio 1992    | Russia               |
| 17 | Tat'jana Kadočkina  | S     | 21 marzo 2003     | Russia               |
| 18 | Vera Kostjučik      | S     | 27 settembre 2000 | Bielorussia          |
| 19 | Alëna Kondrašova    | P     | 24 agosto 1998    | Russia               |
| 29 | Ebrar Karakurt      | O     | 17 gennaio 2000   | Turchia              |

## Palmarès
- Campionato russo: 3

2020-21, 2021-22, 2024-25
- Coppa di Russia: 1

2025
- Supercoppa russa: 1

2019